# Matt Parry
Matthew "Matt" Parry (Cardiff, 14 de janeiro de 1994) é um automobilista britânico.

## Carreira

### GP3 Series
Em 2015, Parry estreou na GP3 Series com a equipe Koiranen GP, ao lado de Jimmy Eriksson e Adderly Fong.
Ele permaneceu com a equipe para a disputa da temporada de 2016. Em julho de 2016, Parry venceu sua primeira corrida em Hungaroring, na Hungria, depois de largar no segundo lugar no grid. Ele teve um bom final de semana em geral, liderando o treino de sexta-feira e quase conquistando a pole position, mas foi surpreendido por Nyck de Vries. Na segunda corrida, na manhã seguinte, Parry cruzou a linha de chegada no sexto lugar, depois terminando em quinto, quando o piloto Jack Aitken recebeu uma penalidade de cinco segundos por causar uma colisão com o colega de Parry, Ralph Boschung.